# Freya Pausewang

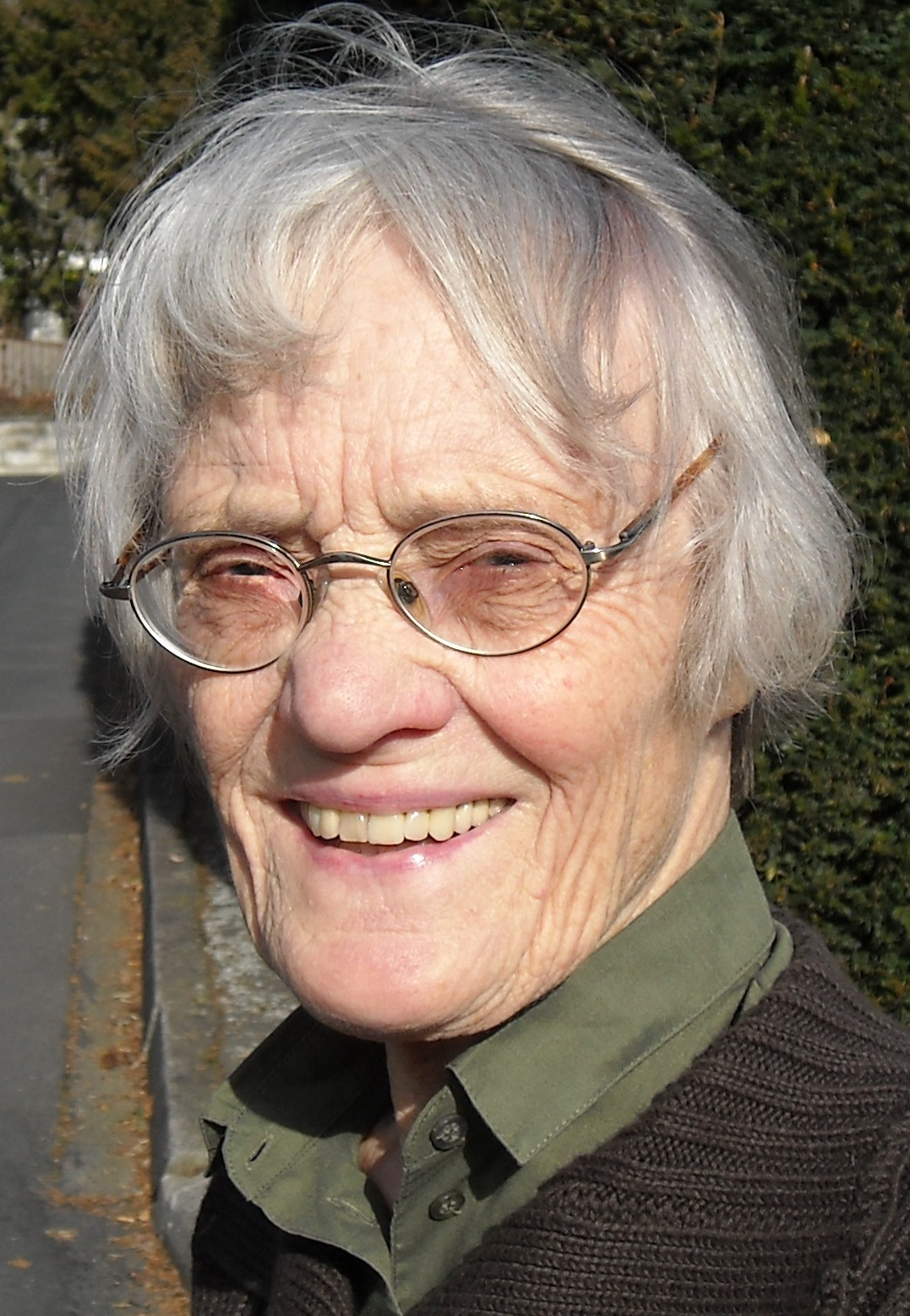
Freya Pausewang

Freya Pausewang (* 20. August 1932 in Wichstadtl, Tschechoslowakei; † 6. Juli 2020 in Schlangenbad-Georgenborn) war eine deutsche Sozialpädagogin und Autorin.

## Leben
Nach einer Tätigkeit als Erzieherin und einer Ausbildung zur Sozialpädagogin arbeitete Pausewang von 1957 bis 1960 im Internat einer deutschen Schule in Chile. Anschließend erhielt sie vom Auswärtigen Amt eine Stelle im Kindergarten der deutschen Schule in Mumbai/Indien. Nachdem ihr dreijähriger Vertrag ausgelaufen war, arbeitete sie weitere fünf Jahre in einem Heim für verwaiste indische Kinder in Mumbai. 1968 kehrte sie nach Deutschland zurück. In Mainz absolvierte sie eine Zusatzausbildung als Lehrerin für berufsbildende Schulen. Ab 1969 unterrichtete sie in Mainz zukünftige Erzieherinnen an einer Fachschule für Sozialpädagogik. Zusätzlich arbeitete sie zeitweilig als Gastdozentin an der Fachhochschule für Sozialwesen in Wiesbaden. 
Seit 1990 schrieb Pausewang pädagogische Fachbücher und Artikel. Ihre inhaltlichen Schwerpunkte waren die Aus- und Fortbildung von Erzieherinnen und die Erziehung und Bildung in der frühen Kindheit in Kindertageseinrichtungen und in der Familie. Sie setzte sich für eine Erziehung ein, die das Kind in den ersten Lebensjahren in seiner ursprünglichen Lust am Lernen und seiner Anstrengungsbereitschaft bestärkt und die Weichen stellt für Zukunftsfähigkeit. Darunter verstand sie in Anbetracht der globalen Krisen die Vorbereitung auf ein Leben, das den Umgang mit veränderten Lebensstilen und die Bewältigung großer Herausforderungen verlangen wird. Daneben engagierte sich Freya Pausewang in der Kampagne Erlassjahr zur Entschuldung der hoch verschuldeten Länder der Welt, in der globalisierungskritischen Bewegung Attac und bei terre des hommes.
Die Schriftstellerin Gudrun Pausewang war ihre Schwester.

## Schriften

### Bücher
- Ziele suchen – Wege finden. Arbeits- und Lehrbuch für die didaktisch-methodische Auseinandersetzung in sozialpädagogischen Berufen. Cornelsen, Berlin 1994, ISBN 3-464-49150-1.
- Dem Spielen Raum geben: Grundlagen und Orientierungshilfen zur Spiel- und Freizeitgestaltung in sozialpädagogischen Einrichtungen. Cornelsen,  Berlin 1997, ISBN 3-464-49154-4.
- Ins Leben begleiten. Bildung und Erziehung in der sozialpädagogischen Praxis. Freya Pausewang, Dorothea Strack-Rathke. Cornelsen,  Berlin 2009, ISBN 978-3-589-24600-7.
- Macht mich stark für meine Zukunft! Wie Eltern und ErzieherInnen die Kinder in der frühen Kindheit stärken können. Oekom, München 2012, ISBN 978-3-86581-282-7.
- Zukunftsorientierte Pädagogik. Themenkarten für Teamarbeit, Elternarbeit, Seminare. Freya Pausewang. Don Bosco Medien GmbH, München 2016
- Sozialkompetenz. Themenkarten für Teamarbeit, Elternarbeit, Seminare. Freya Pausewang, Sigrid Christophel. Don Bosco Medien GmbH, München 2017
- Pädagogik auf dem Weg in die Zukunft  – gelebt in der Kita, Ansätze für die Familie. Westermann Bildungsverlag EINS, Köln 2018, ISBN 978-3-427-12746-8.

### Zeitschriftenartikel
- „Bildung für nachhaltige Entwicklung“ – ein Thema für Tageseinrichtungen?[1]
- Für die Zukunft stärken – Stabile Basisbildung in der frühen Kindheit[2]
- Globale Krisen und die Pädagogik in Kindertageseinrichtungen[3]
- Sozialkompetenzen - Was sie für die Gegenwart und die Zukunft der Kinder bedeuten können[4]